# Chiesa di Santa Maria delle Grazie al Ponticello
La chiesa di Santa Maria delle Grazie al Ponticello, o Santuario di Nostra Signora di Lourdes, è un luogo di culto ubicato in via Ponticello, nel quartiere dell'Albergheria sulla direttrice via Maqueda - chiesa del Gesù a Casa Professa, nel centro storico della città di Palermo.

## Storia

### Epoca spagnola

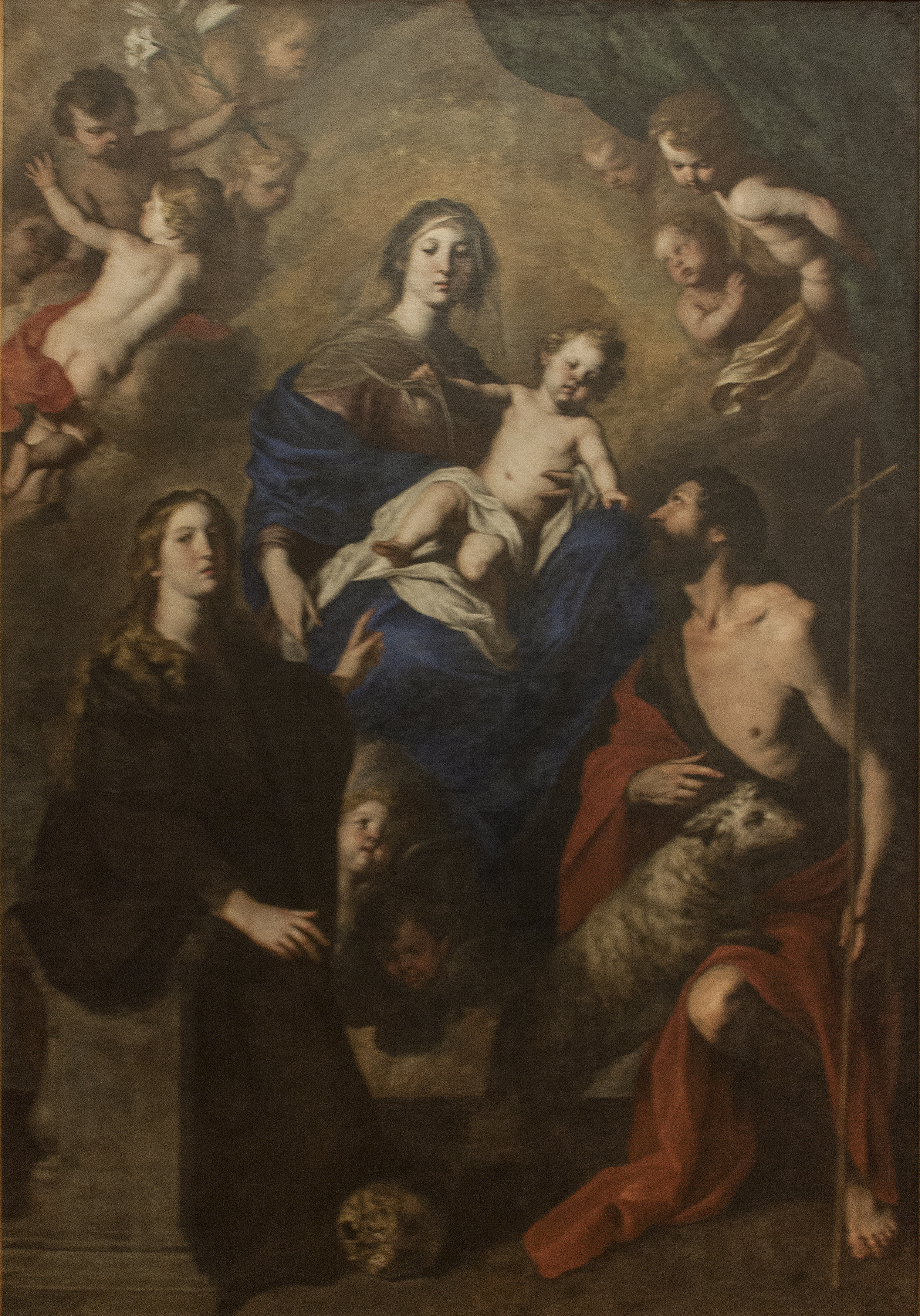
Madonna col bambino e i Santi Rosalia e Giovanni Battista, Galleria regionale di Palazzo Abatellis.

L'etimologia Ponticello deriva dal fatto che esisteva un manufatto atto a scavalcare il corso del fiume Kemonia, detto ponte consentiva il passaggio tra una sponda e l'altra durante i periodi di piene invernali.
Il Giardinello è un piccolo spazio interno con accessi ai vari ambienti adiacenti compreso tra edifici. Le superfici sono in parte piastrellate in maiolica, in parte utilizzate per la coltivazione di fiori, piante ornamentali (papiro), alberi da frutto i cui prodotti sono utilizzati per la preparazione di confetture.
Il titolo del tempio deriva dell'esistenza di un affresco su un muro di una casa nelle immediate prossimità, raffigurante la Vergine Maria ritratta con San Giovanni Evangelista, San Paolino a destra, San Filippo d'Agira e San Vito a sinistra. Il tema della Vergine attorniata da santi costituisce il soggetto del dipinto, opera di Pietro Novelli.
Il 31 marzo 1542 è documentata la fondazione della chiesa sotto il titolo di «Santa Maria di tutte le Grazie del Ponticello». Nel 1556 fu riedificato e perfezionato un magnifico tempio eretto su pianta circolare.

### Epoca contemporanea
- 1823 5 marzo, Il terremoto di Pollina causa la distruzione dell'apparato in stucco realizzato nell'ambiente superiore, opera attribuita a Giacomo Serpotta, e la successiva demolizione dell'oratorio pericolante.
- 1892, Ricostruzione e dedicazione del tempio a Nostra Signora di Lourdes.
- 1943, Dopo i ripetuti danneggiamenti verificatisi durante i bombardamenti alleati del secondo conflitto mondiale nei primi sei mesi dell'anno, resta in piedi l'area absidale.
- 1962, Ricostruzione e perfezionamento del tempio nelle forme attuali.

## Interno XIX secolo
L'impianto circolare del tempio presentava un portale rivolto ad occidente, in origine sormontato da nicchia semicircolare con la raffigurazione della Madonna della Grazia ritratta con San Sebastiano e San Rocco del 1575. L'interno era articolato in tre cappelle decorate con stucchi, pitture, ori.
Sull'elevazione dell'altare maggiore del cappellone campeggiava il dipinto raffigurante la Madonna della Grazia attorniata da San Giovanni Battista e San Rocco, opera di Pietro Novelli. L'intero manufatto era delimitato da due Sibille in stucco.
Prima campata: Eterno Padre dello Zoppo di Ganci oggi sostituito con la Sacra Famiglia raffigurata con Davide e San Michele Arcangelo, opera di Guglielmo Borremans. Nei pennacchi le raffigurazioni di Mosè, Noè, Aronne, Gedeone, decorazione pittorica realizzata del 1719.
Cappelletta con Gesù Cristo alla colonna, dipinto su ardesia.

## Interno XXI secolo
Sui pennacchi le raffigurazioni di: Sant'Agata, Sant'Oliva, Santa Lucia, Santa Ninfa. Cantoria lignea collocata sopra l'ingresso.
- Sulla parete di fondo dell'abside squadrata è collocato il dipinto di Pietro Novelli (?).
  - Parete lato destro: Santa Bernadetta, olio su tela, opera di Salvatore Profeta.
    - Nicchia angolare destra: nella nicchia è collocato il simulacro raffigurante Sant'Antonio di Padova.

  - Parete lato sinistro: Cristo crocifisso spirante, olio su tela, opera attribuita per stile a Antoon van Dyck del XVII secolo.
- Altare del Sacro Cuore.
  - Nicchia contenente la statua raffigurante il Sacro Cuore.Ecce Homo, busto ligneo, opera d'autore ignoto.
- Altare della Madonna di Lourdes.
  - Nicchia interna con la riproduzione della Grotta di Lourdes con rivestimento interno in sughero.
- Nicchia angolare esterna con la riproduzione della Grotta di Lourdes.

## Opere
- XVII secolo, Madonna delle Grazie, olio su tela, opera di Pietro Novelli.
- 1500c., San Giuseppe con bambino, olio su ardesia, opera sopradipinta nel 1800c.
- XVII secolo, tetto dipinto della sacrestia.
- Pietà, dipinto.
- Addolorata, dipinto.
- Crocifisso, manufatto in cartapesta.

## Compagnia di Santa Maria delle Grazie del Ponticello
- 1555, Fondazione del sodalizio di musici.[8]

Il 2 ottobre 1575 è attestata la fondazione della Compagnia di tutte le Grazie sotto il titolo del Ponticello.
Documentato il quadro raffigurante la Beata Vergine Maria ritratta tra San Giovanni Battista e Santa Rosalia, opera custodita nella galleria della Regia Università di Palermo.

## Oratori

### Giardinazzo
Costruzione del primo oratorio in contrada Giardinazzo. Con la costruzione del nuovo oratorio questo edificio è passato alla Compagnia della Madonna dell'Itria.

### Oratorio di Santa Maria delle Grazie del Ponticello
- ? - 1823, Istituzione e ambiente documentato, secondo oratorio del Giardinazzo edificato sopra la chiesa.[4]
- 1719 12 novembre, Giacomo Serpotta perfeziona con apparato decorativo in stucchi l'oratorio superiore.[5]

Gli ornamenti in stucco comprendevano le statue raffiguranti le Sibille suddivise fra il cappellone della chiesa e le pareti dell'oratorio, sette storie tratte dal Vecchio Testamento, le raffigurazioni delle sette principali feste dedicate alla Vergine.
- 1713 - 1719, Putti insieme di tre gruppi, manufatti in stucco, opere superstiti custodite nella Galleria regionale della Sicilia di «Palazzo Abatellis» di Palermo.

Abbattuto per i danni riportati col terremoto del 1823.